# Holdkolonizáció

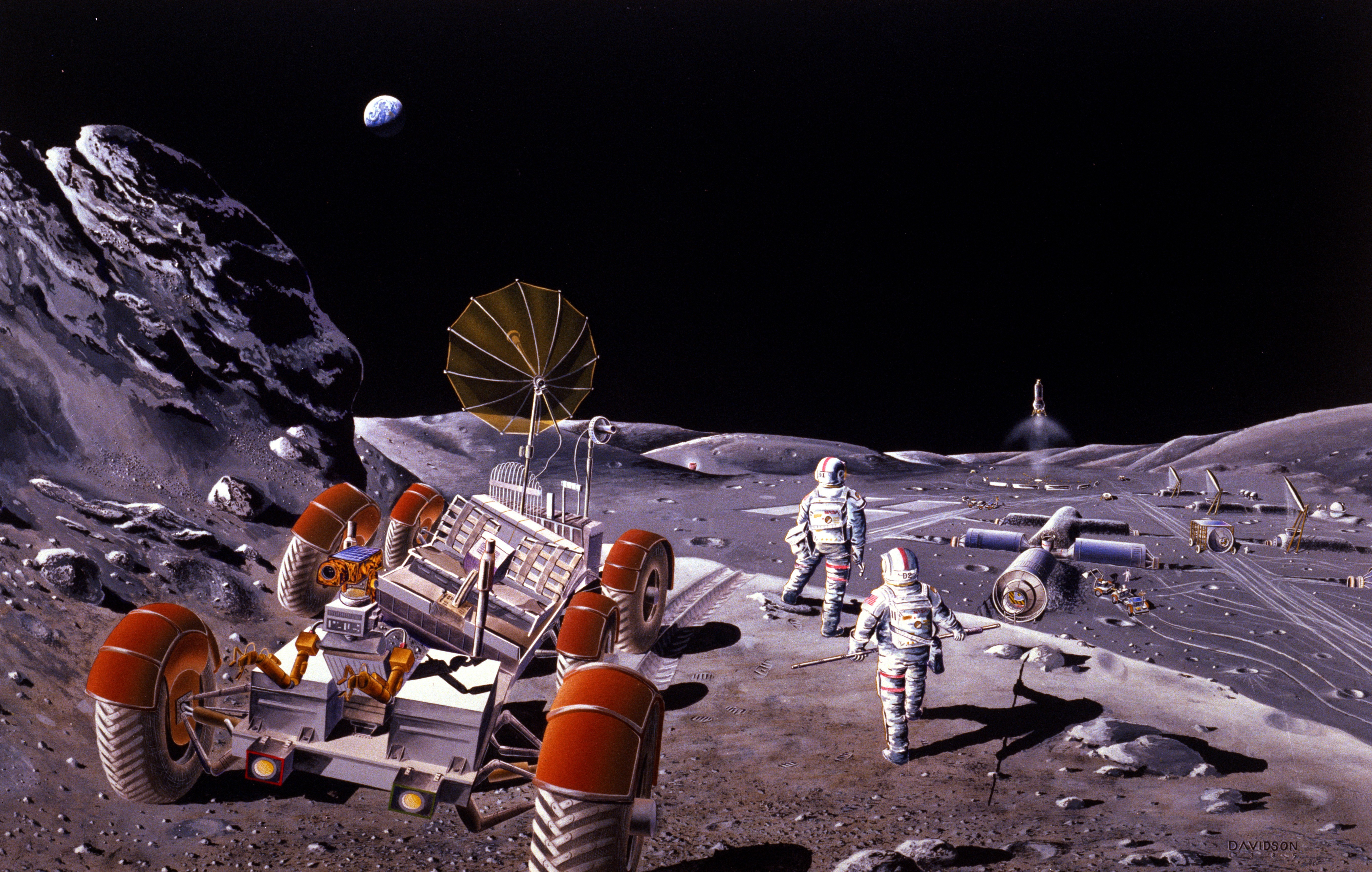
Egy holdjáró művészi elképzelése

A holdkolóniák egyelőre még csak tervezett tartós emberi jelenlétet is biztosító komplexumok lennének a Holdon. Az űrbéli terjeszkedés támogatói szerint a Föld szomszédsága miatt a Hold adhatna helyet az emberiség első folyamatosan lakott, természetes égitesten létrehozott földönkívüli bázisának, és gyarmatosítása logikus lépés az emberiség terjeszkedésében. A technika fejlődését és a népesedést figyelve egy teljesíthető és a fáradságot megérő célnak tűnik. Mivel a Marssal összehasonlítva lényegesen könnyebb ellátni készletekkel, itt próbálhatnák ki és fejleszthetnék a különböző belső keringésű életfenntartó rendszereket, és fontos szerepet kaphat a hosszú ideig tartó kísérletekben, és a későbbi Mars-expedíciók felkészítésében. Az anyagok újrahasznosítása, a földi ökológia magasabb szintű megismerése és folyamatainak lemásolása nélkülözhetetlen a hosszú idejű űrutazáshoz és terjeszkedéshez. Gazdasági vállalkozások bányákat és feldolgozókat üzemeltethetnének a bázisok mellett, vagy a sarkok közelében, ahol folyamatos a napenergia ellátás. Ezek a készletek és ismeretanyag pedig nagyban elősegítenék az űr további meghódítását.

## Eddigi lépések

### Kezdeti tervek
Maga a gondolat már az űrkorszak előtt is jelen volt: John Wilkins eljátszott egy holdbázis gondolatával már 1638-as A discovery of a new world és 1640-es A Discourse Concerning a New Planet című művében. Az 1950-es évektől Konsztantyin Eduardovics Ciolkovszkij és még jó páran írtak e témával kapcsolatban, tudósok, mérnökök is egyre komolyabban kezdtek el foglalkozni vele. 1954-ben Arthur C. Clarke írt egy, a holdportól szigetelt felfújható, igluszerű modulokból álló holdbázisról. Alga alapú berendezés tisztítaná a levegőt, és atomreaktor szolgáltatná az energiát. Az üzemanyag- és egyéb szállítmányokat elektromágneses ágyúkból kilőve juttatnák célba a bolygók és állomások között. A következő lépésben pedig egy nagyobb és tartósabb anyagú kupolát építenének.[forrás?]
1959-ben John S. Rinehart lebegő, kapszulaszerű, mikrometeorok elleni védelemmel ellátott bázisokat javasolt, mely ebben az időben biztonságosabbnak tűnt, lévén hogy nem sok ismeretük volt még a holdpor vastagságáról.
Az amerikai hadsereg Project Horizon néven 1959-ben kidolgozza saját tanulmányát az AMBA (Army Ballistic Missile Agency) német rakétamérnöke, H. H. Koelle vezetésével. Az első leszállást két katonai űrhajóssal 1965-re tervezték, később további építőmunkások is érkeznének. Számos rakétaindítással (61 Saturn I és 88 Saturn V) 245 tonna szállítmányt küldenek át 1966-ig, mialatt egy erődöt építenek a Holdon.

### Eddigi küldetések
A holdfelszín űrből történő felderítése 1959-ben a szovjet Luna-programmal kezdődött, de bőven akadtak problémák. A Luna–1 becsapódás helyett messze elkerülve a Holdat Nap körüli pályára állt, a Luna–2 pedig leszállás helyett becsapódott a felszínbe. A Luna–3 nem kísérelt meg leszállást, viszont először küldött képeket a Hold túlsó oldaláról. 1966. február 3-án a Luna–9 volt az első űrjármű, amely sikeresen landolt a felszínen.
„Úgy vélem, a nemzetnek el kell köteleznie magát aziránt a cél iránt, hogy még az évtized vége előtt eljuttassunk embert a Holdra és utána biztonságban visszahozzuk a Földre - I believe that this nation should commit itself to achieving the goal before this decade is out of landing a man on the moon and returning him safely to the Earth”.
Ezekkel a szavakkal reagált Kennedy amerikai elnök 1961. május 25-én a kongresszus előtt a szovjetek addigi sikereire, és hivatalosan elindította az Apollo-programot, mely később 12 embert juttatott a Holdra. 1966-ban két hónappal maradtak le a szovjetek mögött az első sikeres, egyelőre még ember nélküli landolással.
1962-ben John DeNike és Stanley Zahn publikálták elképzeléseiket egy felszín alatti bázisról, melynek helyét a Nyugalom Tengereként ismert, később még emberes küldetéseknek is helyt adó területen jelölték ki. A 21 tagú személyzetet négy méterrel a felszín alá rejtették volna, abban a reményben, hogy ez kellő védelmet nyújt a kozmikus sugárzás ellen. A nukleáris erőműveket részesítették előnyben a napelemtáblákkal szembeni nagyobb hatékonyságuk miatt, mivel jobb megoldást nyújt a hosszú holdi éjszakákra. Az életfenntartó rendszerekhez szintén alga alapú gázcserélőt javasoltak.
A holdfelszín emberes felderítése 1968-ban kezdődött, mikor az Apollo–8 űrhajó három asztronautával a fedélzetén Hold körüli pályára állt. Ez volt az emberiség első közvetlen megfigyelése a Hold túlsó oldaláról. Egy évvel később az Apollo–11 holdmodulja sikeresen földet ért a Nyugalom Tengerén. Tudományos megfigyeléseket végeztek, és jelentős mennyiségű holdkőzetet hoztak magukkal. Az utolsó Apollo küldetés a 17. volt, mely 1972. december 11-én szállt le. Azóta nem járt ember a Holdon.
Már az Apollo küldetések alatt az Amerikai Egyesült Államok lakosságának érdeklődése erősen megcsappant, a további missziók terveit anyagi megfontolásból elvetették. Helyette a Space Shuttle programra koncentráltak, melynek célja egy Föld körüli pályán repülő, visszatérő és többször felhasználható űrhajó kifejlesztése volt. Ebből született meg később a 2012-15-ig szolgálatban lévő űrrepülő (hivatalos nevén orbiter). A szovjetek megépítik a Burant, de ezek mellett mindkét nemzet folytatja a kutatásokat, melyben további sikereket érnek el, és a szovjetek Holdra szállítanak két robotautót.
A sarkoknál lévő jég jelenlétére a NASA Clementine és Lunar Prospector küldetései szolgáltattak bizonyítékot 1994-ben és 1996-ban. 2009-ben az amerikai LCROSS és 2010-ben az indiai Csandrajáan–1 űrszondák mérései azt is bizonyították, hogy a víz az esetleges holdkolonizációs küldetések szempontjából is jelentős mennyiségben van jelen.

### További tervek
A 2000-es évek elején a Hold meghódítására vonatkozó tervek újra megerősödtek és verseny alakult ki az egyes nagyhatalmak között e téren. A 2008-tól kibontakozó nemzetközi gazdasági válság azonban jelentősen visszavetette a terveket.
2004-ben George W. Bush megbízta a NASA-t egy 2020-ig teljesítendő visszatérő emberes holdutazás kidolgozásával. A NASA kiadott egy új hosszú távú tervet, ebben szerepelt a Lunar Outpost bázis építése is, mely a későbbi Mars-küldetésre való felkészülést is szolgálná. Alkalmas területet a sarkok körül találtak, ahol biztosított a folyamatos napenergia ellátás, valamint kevésbé extrém a hőmérséklet-változás a holdi nap folyamán. Víztartalékok és felhasználható ásványok is találhatók a közelben. Mindezt 2024 körül tervezték, ám a válság miatt a tervet 2010-ben végleg törölték.
Az Európai Űrügynökség (ESA) és Oroszország is készített hasonló terveket. Az ESA holdjárót tervezett küldeni a Holdra, de a gazdasági helyzet miatt a programot az európai pénzügyminiszterek 2018-ra halasztották. Oroszország korábban 2012 körül tervezte indítani első egységeit, majd ezt követően pár év alatt létrehozna saját állomást is. A projekt költségvetési okok miatt késett, majd 2013 elején az oroszok bejelentették, hogy 2015-ben robotszondát küldenek az égitestre, ami egy automata holdbázis kialakításának első eleme lenne. Az Orosz Űrügynökség képviselője 2012 elején jelezte, hogy az amerikai és az európai ügynökséggel is egyeztetnek egy lehetséges együttműködésről egy holdbázis kialakítása érdekében.
A feltörekvő kínai űrkutatásban is szerepelnek tervek a Hold megközelítésére: Kína 2011-ben jelentette be, hogy a következő években ember nélküli űrszonda leszállását tervezi a Holdon, ami a holdutazás előkészítése, amely célját 2013 decemberében sikerrel teljesítette is a Csang-o–3 szonda landolásával. A kínaiak célja, hogy 2025-ig embert küldjenek a Holdra.
A Lunar Exploration program ember leszállását tervezi nagyjából 2022 körül, mellette Japán és India rendelkezik még tervekkel egy holdbázis építéséről 2030-as kitűzött dátummal. De ezekben nem szerepel tartós jelenlét, inkább rövidebb küldetések lennének, hosszabb ott tartózkodás esetén cserélődne a legénység, hasonlóan, mint jelenleg az ISS-en is.[forrás?]
Az állami űrügynökségek mellett magántőkéből indított programok is a Holdat célozzák meg járműveikkel. Ilyen például a Google által kiírt verseny, a Google Lunar X Prize, amely 20 millió dollárt ígér annak a magánpénzből létrehozott projektnek, ami járművet juttat a Holdra 2015 végéig. A versenynek magyar résztvevője is van: Puli nevű járművével indul a díjért a Puli Space Technologies csapat is – a járművet 2013-ban már a marokkói sivatagban tesztelték.

## A kolonizáció lehetséges hasznai

### Bányászat
Egy természetes égitesten létrehozott gyarmat bőséges alapanyag forrással rendelkezhet. Egyes kutatási eredmények szerint a Holdon magas koncentrációban található a hélium-3 izotóp, mely a napszélnek köszönhetően rakódott le a felszínen. A Csang-o–1 mérési eredményei szerint az izotóp mennyisége 6,6×108 kilogramm lehet és valamivel nagyobb mennyiségben van jelen a Hold Földhöz közelebb eső oldalán. A Földön ritka anyag nagy mennyiségben lehet jelen a Holdon és a holdkőzet felhevítésével kinyerhető. Az izotóp alkalmas lenne arra, hogy fúziós reaktorban energiatermelésre hasznosítsák, bár a fúziós reaktor kifejlesztéséhez még körülbelül 30 évre van szükség. Oroszország 2006-ban bejelentette, hogy kitermelő üzemet tervez a Holdra.

### Gazdaságosan és könnyen elérhető űrkutatási bázis és indítópont
Az energia fontos feltétele az objektumok űrbe juttatásának. A Hold gravitációja 1/6-a a Földének, ezért sokkal könnyebb innen bármit elindítani. Ha kellő mértékű nyersanyaggal rendelkezik, akár kikötőként vagy üzemanyagtöltő állomásként is szóba jöhet. Született már néhány javaslat elektromágneses gyorsító rendszerekről, mely lecsökkentené a rakéták építésének szükségét. A Hold gravitációjának az emberi életre való hosszútávú hatásairól még eléggé bizonytalan elképzeléseink vannak.
A Hold a legközelebbi égitest, ezért hamar elérhető. Az Apollo-program űrhajói három nap alatt megtették ezt a távolságot. A jelenlegi, kémiai meghajtással működő rakéták még az elkövetkező egy-két évtizedben is alkalmasak lesznek a megközelítésére. Veszély esetén gyors segítséget lehet nyújtani a Földről, vagy egy evakuálást követően a Holdról is aránylag gyorsan vissza lehet térni a Földre.
A rádióhullámok sebességéből adódóan a Föld és Hold közötti kommunikáció kevesebb mint három másodperces késéssel zajlik, ezért lehetőség van normális hang- és videokapcsolatra. Összehasonlításként a Föld és Mars között ez az idő legalább nyolc perc.
Pszichológiailag sem elhanyagolható tény, hogy a Holdról állandóan látható a Föld, és 60-szor világosabb, mint a Hold a Földről. Más bolygókkal ellentétben pedig nem csupán egy csillagszerű objektum. Ez valamelyest csökkentheti az elszigeteltség érzését.

### Bázis az űr megfigyelésére
A Hold felszíne kitűnő helye lehet különböző típusú távcsöveknek is. Kísérleteznek folyékony tükörrel rendelkező távcsövekkel, mely a szállítást és az összeszerelést is megkönnyítené.

## Lehetséges problémák, hátrányok

### A napsütés egyenlőtlen eloszlása
A hosszú holdi éjszaka gátolja a napenergia kihasználását, mely szükséges az extrém hőmérséklet elviseléséhez, így egy expedíció korlátozva van azokra a területekre, amit a legtöbbet ér napsugárzás. A Holdnak egyes részein állandó a napsütés, ezt a jelenséget az angol nyelvben Peak of Eternal light elnevezéssel illetik. Ilyen az északi sark közelében lévő Shackleton-kráter pereme, valamint kisebb területek a déli sark közelében is. De itt sincs teljesen örök fény, mert időnként a Föld takarásába esnek.

### Szükséges kémiai elemek hiánya vagy bányászatuk nehézségei
A Hold elvesztette könnyebb elemeit, szén és nitrogén sem nagyon van rajta, habár van néhány bizonyíték a sarkok közelében hidrogén, esetleg víz jelenlétére. Ugyan az oxigén az egyik legsűrűbben előforduló elem, de ez mind a kőzetekben, kötött formában található a felszínen, ezekből egyelőre csak hatalmas energiát igénylő bonyolult berendezésekkel nyerhetnénk ki. Néhány, vagy talán az összes illékony anyagot a belélegezhető levegőhöz, élelmet, vizet, üzemanyagot mind a Földről kell beszerezni, amíg más, gazdagabb forrásokat fel nem fedezünk. Ez határt szab a kolóniák növekedésének, és amíg saját erőforrásokat nem találnak, addig a Földre vannak utalva. A szállítási költségek csökkentésére az ellátó hajókat is a szükséges anyagokból kell készíteni, például szénszál és más műanyagok, habár ezek felhasználható formába való visszaalakításuk tekintélyes nehézséggel jár.

### Súlytalanság élettani hatásai
A súlytalanságban eltöltött hosszú időszak megmutatta, hogy milyen káros hatásai vannak az emberi szervezetre. Általában jelentős izom- és csontveszteség, az immunrendszer és a psziché leromlása figyelhető meg. Az űrhajósok különböző testedzésekkel próbálják ezt megakadályozni, mely bizonyítottan csökkenti ezen hatásokat. Hogy vajon a Hold alacsony gravitációja hosszú távon elégséges ezen hatások megelőzésére, még nem tudjuk, eddigi tapasztalataink csak a teljes súlytalansággal kapcsolatosak.

### Légnyomás és hőingadozás
A Holdnak elhanyagolható atmoszférája van, a rajta uralkodó légnyomás az űr vákuumához hasonlítható. Ehhez hozzájárul a -140 és +180 °C közötti hőmérséklet ingadozás és a kozmikus sugárzás elleni teljes védtelenség. A légkör hiánya miatt még a nagyon apró tömegű mikrometeorok is potenciális veszélyt jelentenek.

### Holdpor (regolit)

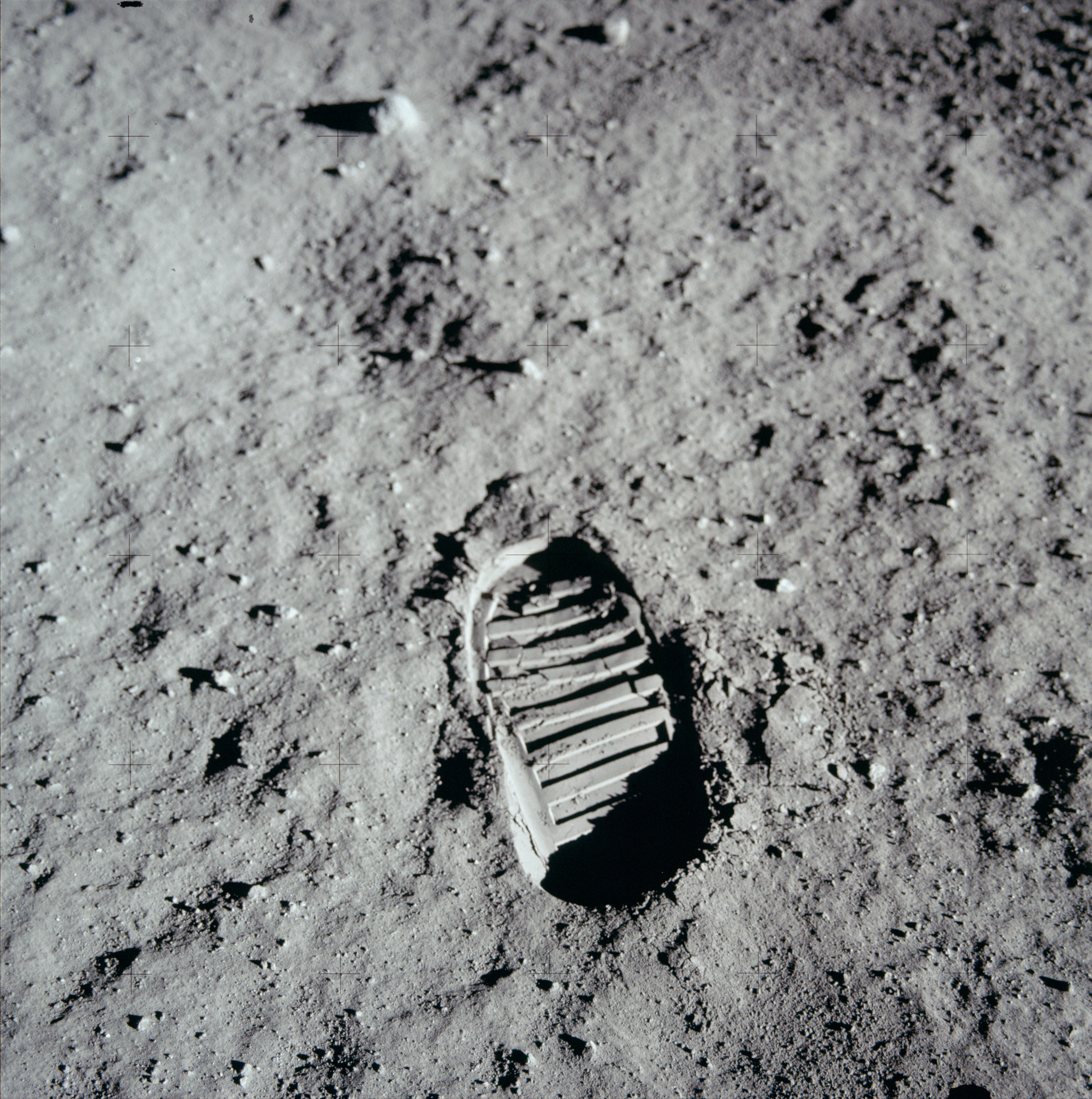
Buzz Aldrin lábnyoma a holdporban az 1969-es holdra szálláskor

A Holdat mindenhol belepi egy nagyon veszélyes anyag, a holdpor (regolit), mely majd minden területen problémákat okozhat. Megismeréséhez figyelembe kell venni keletkezésének történetét. Ebbe belejátszik a hőmérséklet-ingadozás okozta feldarabolódás, valamint a meteorok becsapódásakor fellépő erőhatások. A Földdel ellentétben, ahol a szemcsék szél vagy víz hatására csiszolódnak, a holdpor anyaga éles, nagyon finom szemcsékből áll, ezért erős dörzshatásuk van, és nehezen elszigetelhető. Ráadásul mérgező is lehet.
Ám a regolit felhasználásával kapcsolatban is folynak kísérletek. A Houston Egyetem kutatói szerint a szilícium-dioxidot és 12 fém (például alumínium, magnézium és vas) oxidját tartalmazó holdpor alkalmas lehet arra, hogy napcellákat gyártsanak belőle a helyszínen. Az elképzelés szerint a Holdon közlekedő járművek olvasztanák meg a port és üveges alapot képeznének belőle, ami a napcella alapja lenne. Földi körülmények között a kutatóknak sikerült a folyamatot végrehajtani.
A NASA kiírt egy pályázatot, melynek célja egy olyan 25 kg-nál nem nehezebb szerkezet megépítése, mely naponta 8 kg oxigént állítana elő holdporból. Születtek ugyan eredmények, de még messze vannak a kívánalmaktól.
A NASA a holdpor jobb megismerése céljából indította volna 2011-ben a LADEE szondát, ám indítását 2013 augusztusára halasztották.

### Meteorbecsapódások
A légkör hiánya miatt a meteoritok akadálytalanul érik el az égitest felszínét, ami veszélyt jelent a bázisok számára.

### Növénytermesztés nehézségei
A Holdon növényeket termeszteni nehéz feladat a nap-éj ciklus, hőmérséklet-ingadozás, napkitörés miatt, ezek mellett beporzást végző élőlényekre is szükség lenne. A kísérletek azt mutatják, hogy egyes növények növekedni tudnak a földinél alacsonyabb légnyomáson is. Elektromos világítással kompenzálható a 15 földi napig tartó éjszaka bár egy hektárnyi növényzet számára 4 megawatt napenergiára volna szükség. A szovjet űrprogram az 1970-es években kísérleteiből kiindulva javasolt egy elképzelhető megoldást a hosszú éjszakai periódussal kapcsolatban. Gyorsan növő növényeket termesztenének, melyekhez minimális mennyiségű mesterséges fényt használnának az éjszakai időszakban. Az életciklusuk a mesterséges világítás kezdetétől a holdi nap végéig tartana. A farm helyének az északi sark területét jelölték meg. Becslések szerint egy 0,5 hektár területű farm 100 embert láthatna el.[forrás?]
Ugyanakkor az amerikai Paragon Space Development Corporation cég olyan melegházakat tervez a Hold felszínére, amelyekben képesek lehetnek gyors életciklusú növényeket termeszteni. 

### Kommunikáció a Holdon
Közvetlen kommunikáció a Hold felszínén legfeljebb a látóhatárig lehetséges. Nagyobb távolságok kommunikációjának biztosítására kommunikációs műholdakra lesz szükség.

## Lehetséges területek holdbázis kialakítására
A fény mennyiségén kívül három fő feltételnek kellene eleget tennie egy szóba jöhető helyszínnek, megfelelő körülmények a szállítási műveletekhez, emellett sokfajta természetes képződménynek és nyersanyagforrásnak kell a közelben lenni, melyek segítik a Hold tudományos kutatását, és a szükséges anyagok előállítását. Oxigén bőven található a felszínen különböző fémoxidokban.

### Sarki területek
Két fő oka van, hogy miért olyan vonzóak a sarkok egy lehetséges kolónia számára. Először is itt van bizonyíték víz jelenlétére néhány állandóan árnyékos helyen. Másodszor, a Hold tengelyforgása majdnem tökéletesen merőleges az ekliptikájára (Nap körüli keringés), így itt lehetséges kizárólag napenergiát használni, főként a Peaks of Eternal Light területein, mint például a Malapert hegy, vagy a 116 km széles Shackleton-kráter a déli sarknál.[forrás?] Az energia a kommunikáció szempontjából is nagy fontossággal bír. A Shackleton-kráter alkalmas lenne még egy űrbeli obszervatórium helyszínéül is.  Az infravörös érzékelésnél előnyt jelent a nagy hideg. A közeli Shoemaker és más kráterek mélye állandóan árnyékban van, és képes raktározni olyan értékes anyagokat mint a hidrogén és más könnyebb, gáznemű elemek.
5000 méteres magasságukkal nagy sugárban biztosítja a kommunikációt, akár a Földdel is.
A Déli-sarki Aitken medence a legnagyobb ismert becsapódás által keletkezett medence a Naprendszerben, mely lehetőséget nyújt a Hold mélyebb rétegeinek geológiai vizsgálatához. Az Exploration Systems Architect Study (ESAS) kiválasztott területei között is szerepel a Lunar Outpost számára.[forrás?]
Az északi sark közelében a Peary kráter pereme is javasolt terület. Az 1994-ben fellőtt Clementine űrszonda által küldött radarképek azt mutatták, hogy a kráter peremének egyes részein folyamatos a napsütés (kivéve holdfogyatkozás közben), ezért a hőmérséklet aránylag stabilan −50 °C körül mozog. A kráter belseje pedig valószínűleg hidrogént is rejt magában. Nagy valószínűséggel az északi sark lesz az első bázis helyszíne.
Noha korábban a kutatók egy része megkérdőjelezte a víz jelenlétét a sarkvidékeken (és a Holdon általában), mára bebizonyosodott, hogy ennek ellenkezője igaz. A Clementine űrszonda adatai arra utaltak, hogy elképzelhető vízjég a déli sark környékén, de például az Areciboi rádiótávcső dolgozóinak korábbi véleménye az volt, hogy a Clementine radarjelei nem jégre utalnak . A vita 2009-re eldőlt, amikor több, egymástól független műszer mérései alapján bebizonyosodott, hogy a Holdon és főleg annak sarkvidékén jelentős mennyiségű vízjég halmozódott fel: a Holdba csapódott Csandrajáan–1 által felvert anyag vizsgálata, a Cassini–Huygens űrszonda korábbi adatainak vizsgálata és a Deep Impact űrszonda adatai is ezt erősítették meg. Az új eredmények szerint a vízmolekulák ciklikusan elnyelődnek és megjelennek a Holdon és közben a pólusok felé vándorolnak.

### Túlsó oldal
Az egyik legnagyobb hátránya, hogy közvetlen kommunikáció nem lehetséges a Földdel. Ehhez a Hold körül keringő műholdakra lenne szükség, mellyel kiküszöbölik az árnyékolást. Az innenső oldallal ellentétben a Föld mágneses mezeje kisebb védelmet nem nyújt a napviharokkal szemben. A túloldal alkalmas lenne rádióteleszkópok számára, melynél nem okoznának problémát a Földről folyamatosan érkező zavaró rádióhullámok.
A sötét oldal megfelelő lehet ugyanakkor egy űrállomás kialakítására, csak nem a Hold felszínén, hanem a világűrben: a Föld-Hold viszonylatában kialakuló Lagrange-pontban keringő űrállomás fontos megfigyelési pont lehetne és további küldetések kiindulópontjaként is lehetne azt használni.

## Lakhelyek

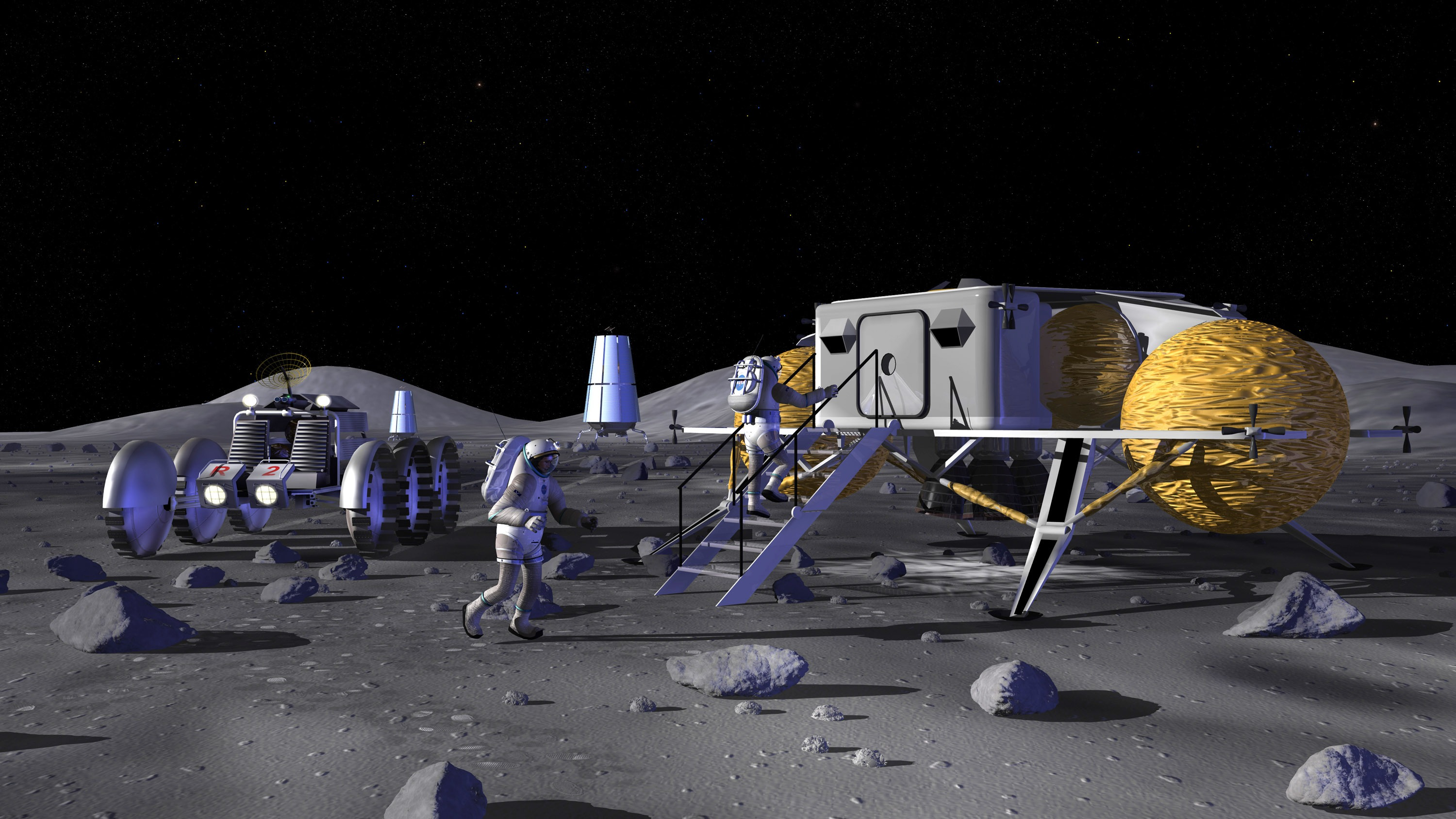
A NASA űrhajósainak elképzelt bázisa a Holdon

Eddig számos terv született a lakómodulokkal kapcsolatban és ezek a Hold megismerésével és a tudomány által adott lehetőségekkel együtt változtak. Szóba került a leszállóegység vagy annak elhasznált üzemanyagtankja, de felfújható, önműködően záródó modulokkal is végeztek kísérleteket.
A virginiai műszaki egyetem munkatársai 2009-ben egy olyan eljárást mutattak be, amelynek során elektromosság segítségével holdporból és alumíniumból lehet rendkívül ellenálló téglákat előállítani. A kutatók reményei szerint az így létrehozott épületek a kozmikus sugárzásnak és a meteorbecsapódásoknak is ellenállnának. A technológiát a Földön vulkáni hamu segítségével tesztelték.
Az Európai Űrügynökség (ESA) megbízásából Norman Foster építész cége egy olyan eljárást dolgozott ki, ami szerint szintén a Holdon található regolitból, háromdimenziós nyomtatással állítanák elő az épületeket. A Földön a tesztekhez 2013 elejére már több mint 1000 kilogrammnyi anyagot használtak fel. Az eljárást a NASA is teszteli.
Néhány elképzelés felszín alatti lakóegységeket javasol, ez adná a legjobb védelmet a sugárzás és a mikrometeoritok ellen. Másik előnye, hogy a segít kiegyenlíteni a hőmérsékletet, mely a kéthetes napciklus alatt több száz fokos változást produkál. Egy ilyen bázis elkészítése elég bonyolult feladat. Először valószínűleg távirányított munkagépeket használnának. A kiásott üregeket a beomlás elkerüléséhez belülről megszilárdítanák valamilyen betonszerű, helyben előállítható anyaggal. Ennél egyszerűbb megoldás a felszínen építkezni, majd betakarni a felszín anyagával.[forrás?]

## Mozgás a Hold felszínén

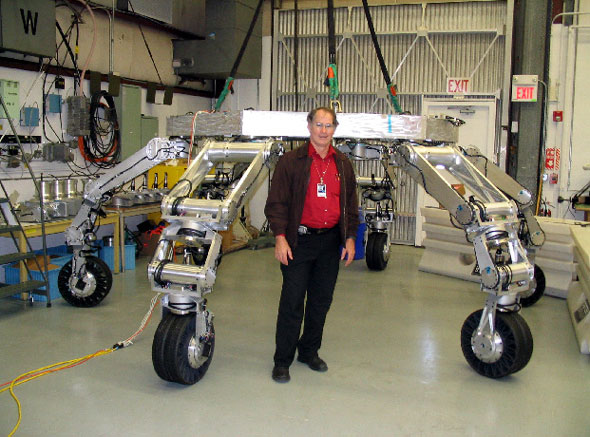
Az ATHLETE Brian Wilcox vezető fejlesztővel

A NASA egyik kutatóközpontja, a Jet Propulsion Laboratory (JPL) 2008-ban mutatta be az ATHLETE (All Terrain Hex-Legged Terrestrial Explorer) robotját. A robot sík és egyenetlen terepen egyaránt jól mozog: hat, egymástól függetlenül működtethető és kerekekkel ellátott lábbal rendelkezik, amelyek segítségével gurulni és lépegetni is tud. Akár 15 tonnás terhet is képes szállítani és 4,8 kilométeres sebességre képes. Az elképzelés szerint a gép akár a Holdra szálló űrhajósok lakómodulját is szállíthatná a földi lakóautók és lakókocsik mintájára. A JPL azt tervezte, hogy a gép tesztpéldányát 2012-re eljuttathatják a Holdra, de ez a terv meghiúsult.